# Lino José Góis Ferreira
Lino José Góis Ferreira (Funchal, 5 de Novembro de 1936) é um militar reformado português, major-general oriundo da Arma de Transmissões.

## Biografia
Licenciou-se em Engenharia Civil e Engenharia Militar, em 1960, pelo Instituto Superior Técnico da Universidade Técnica de Lisboa e pela Academia Militar. Antes do 25 de Abril, foi Chefe do Serviço de Telecomunicações Militares do Comando Territorial Independente da Guiné (1962-1964), Chefe do Serviço de TSF do Batalhão de Telegrafistas (1966-1968), e Comandante da Companhia Independente de Transmissões da Guiné (1968-1974). Foi ainda Comandante das Transmissões do Btm2 da Região Militar de Moçambique, entre 1974 e 1975.
Em 1975, foi nomeado Presidente da Comissão Administrativa de Lisboa por alvará do Governo Civil do Distrito de Lisboa, tendo tomado posse em 18 de Dezembro desse ano, e terminado o mandato em 30 de Dezembro de 1976. Entre 1991 e 1992, à data com a patente de Brigadeiro, foi Director de Comunicações e Sistemas de Informação do Exército, Chefe de Divisão do Estado-Maior-General das Forças Armadas, e director interino da Arma de Transmissões.